# Longuripes intermedia
Longuripes intermedia är en insektsart som beskrevs av Desutter-grandcolas 1993. Longuripes intermedia ingår i släktet Longuripes och familjen syrsor. Inga underarter finns listade i Catalogue of Life.